# Alberto Entrerríos
Alberto Entrerríos Rodríguez (Gijón, 7 de novembro de 1976) é um handebolista profissional espanhol, bicampeão europeu.